# Фанские горы
Фанские горы (в просторечии Фаны, тадж. Кӯҳҳои Фон) расположены на юго-западе Памиро-Алая в районе Гиссарского и Зеравшанского хребтов, что переводится соответственно как «Крепость» и «Дающий золото» — этот район до сих пор хранит золотоносные рудники. Преимущественно расположены на территории Таджикистана.

## География
Условно Фанские горы ограничены с севера Зеравшанским хребтом, с юга Гиссарским хребтом, с востока рекой Фандарья, с запада рекой Арчимайдан. Район Маргузорских озёр часто также относят к Фанским горам.
Высшая точка района — вершина Чимтарга 5489 м Другие пятитысячники — Бодхона (5138 м), Чапдара (5050 м), Большая Ганза (5306 м), Малая Ганза (5031 м), Замок (5070 м), Мирали (5132 м), Энергия (5120 м).
Фанские горы славятся своими живописными озёрами, среди которых — Алаудинские в долине реки Чапдара, Куликалонские, Алло, Искандеркуль.

## Полезные ископаемые
На территории Фан-Ягнобской долины (бассейн реки Зерафшан, Айнинский район Согдийской области Республики Таджикистан) находится одно из крупнейших в Средней Азии месторождений каменного угля — Фан-Ягнобское угольное месторождение. Запасы коксового угля там составляют 465 млн тонн. Месторождение, однако, мало разработано из-за труднодоступности района.
Данное месторождение известно также подземным угольным пожаром. Он описывается на протяжении веков (например, у Плиния Старшего: «Пылает у бактров по ночам вершина гор») и такие характерные признаки: газы, раскалённые до трёхсот градусов, вырываются с шумом, но без дыма и пламени через скальные трещины и черные зевы пещер; стены пещер покрыты кристаллами серы и нашатыря.

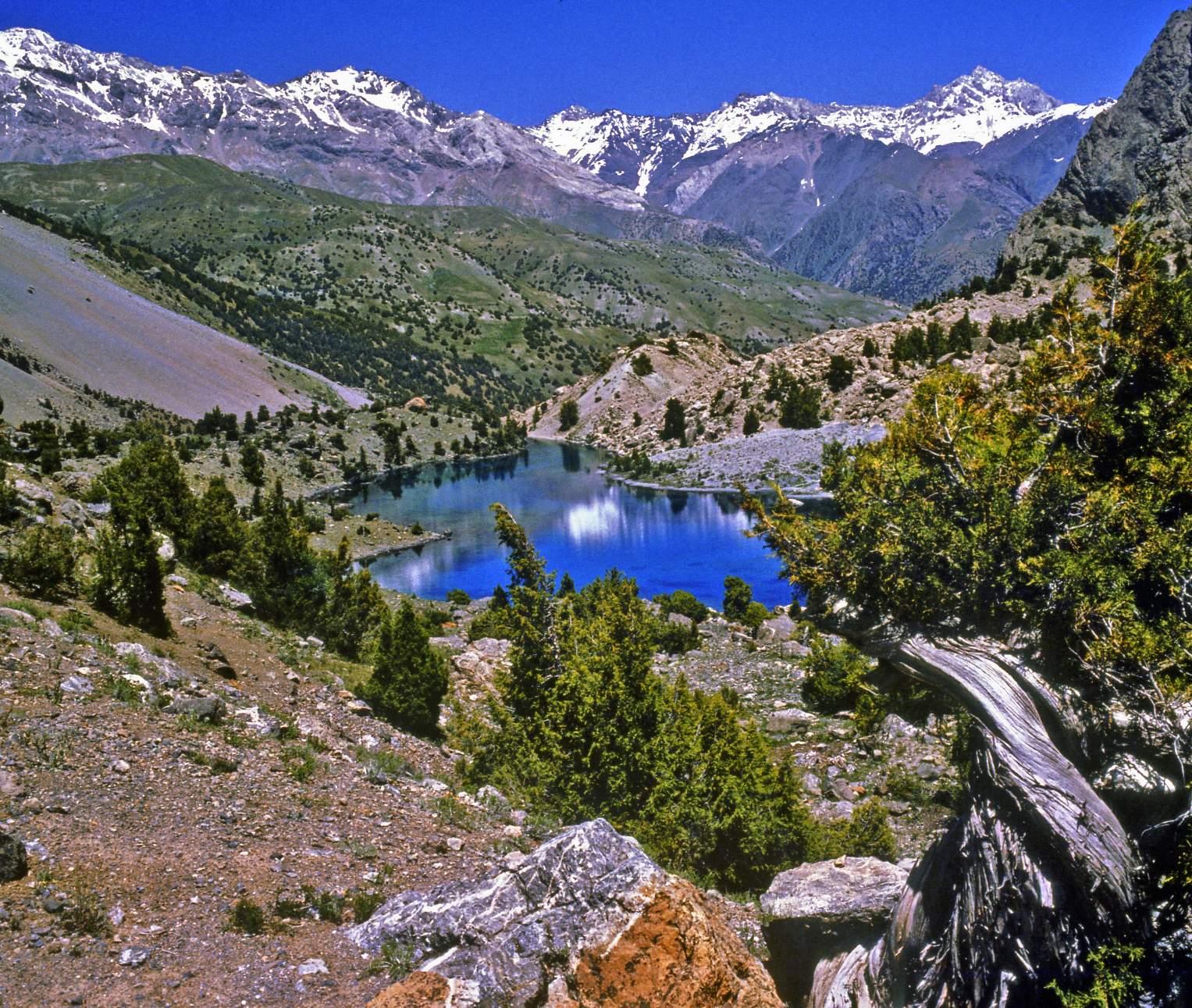
Фанские горы
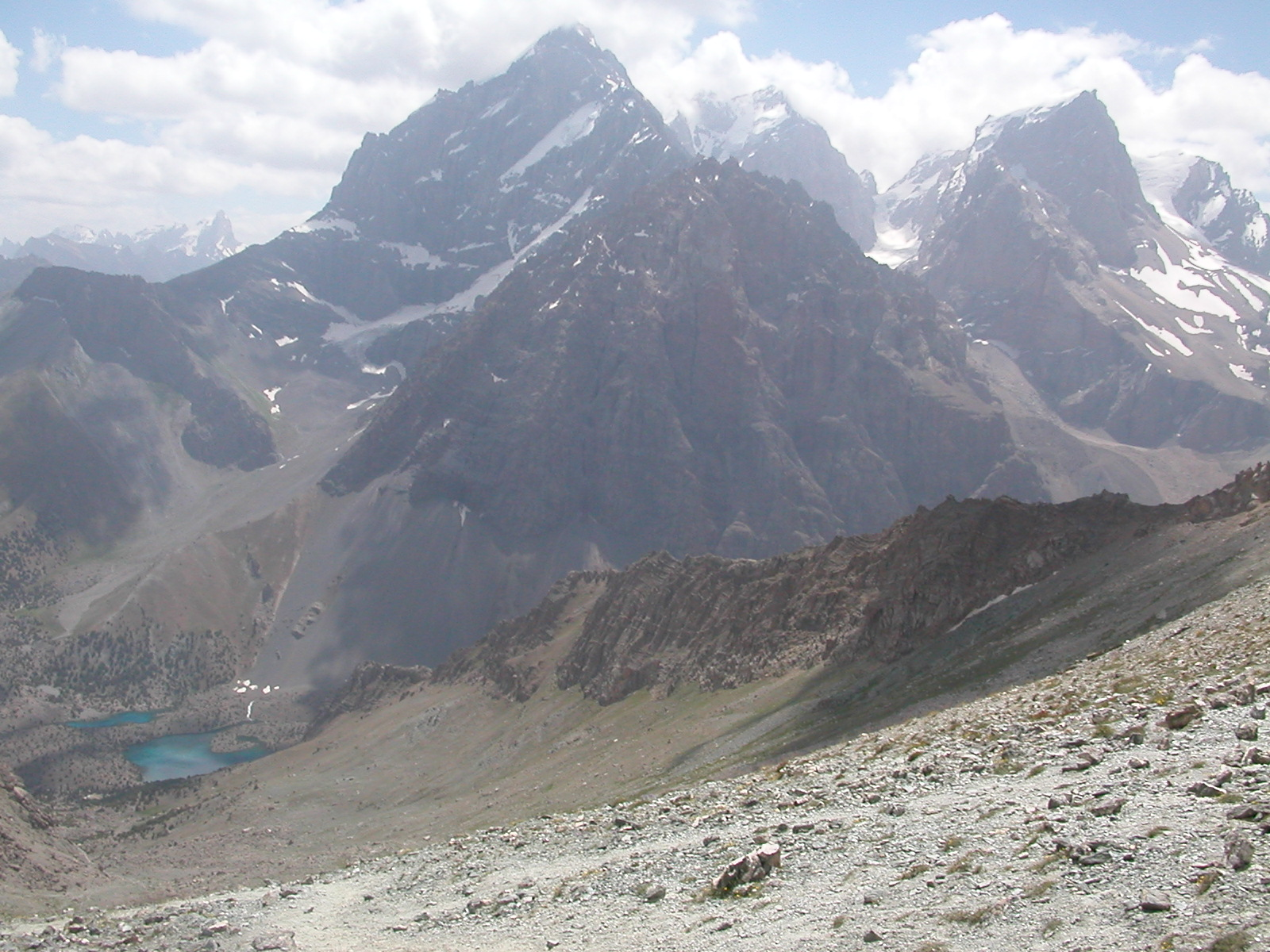
Пики Чапдара и Бодхона
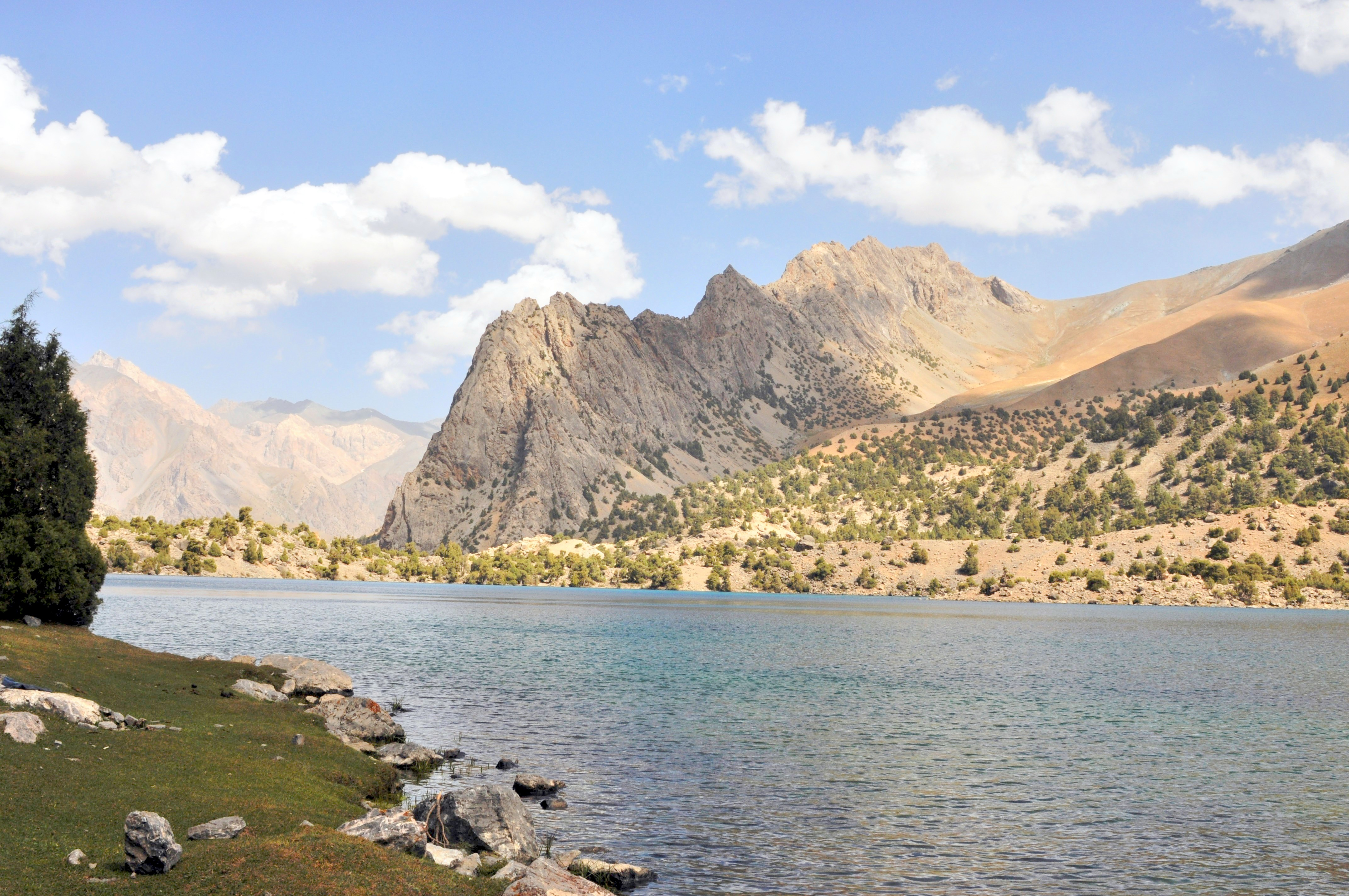
Алаудинские озёра
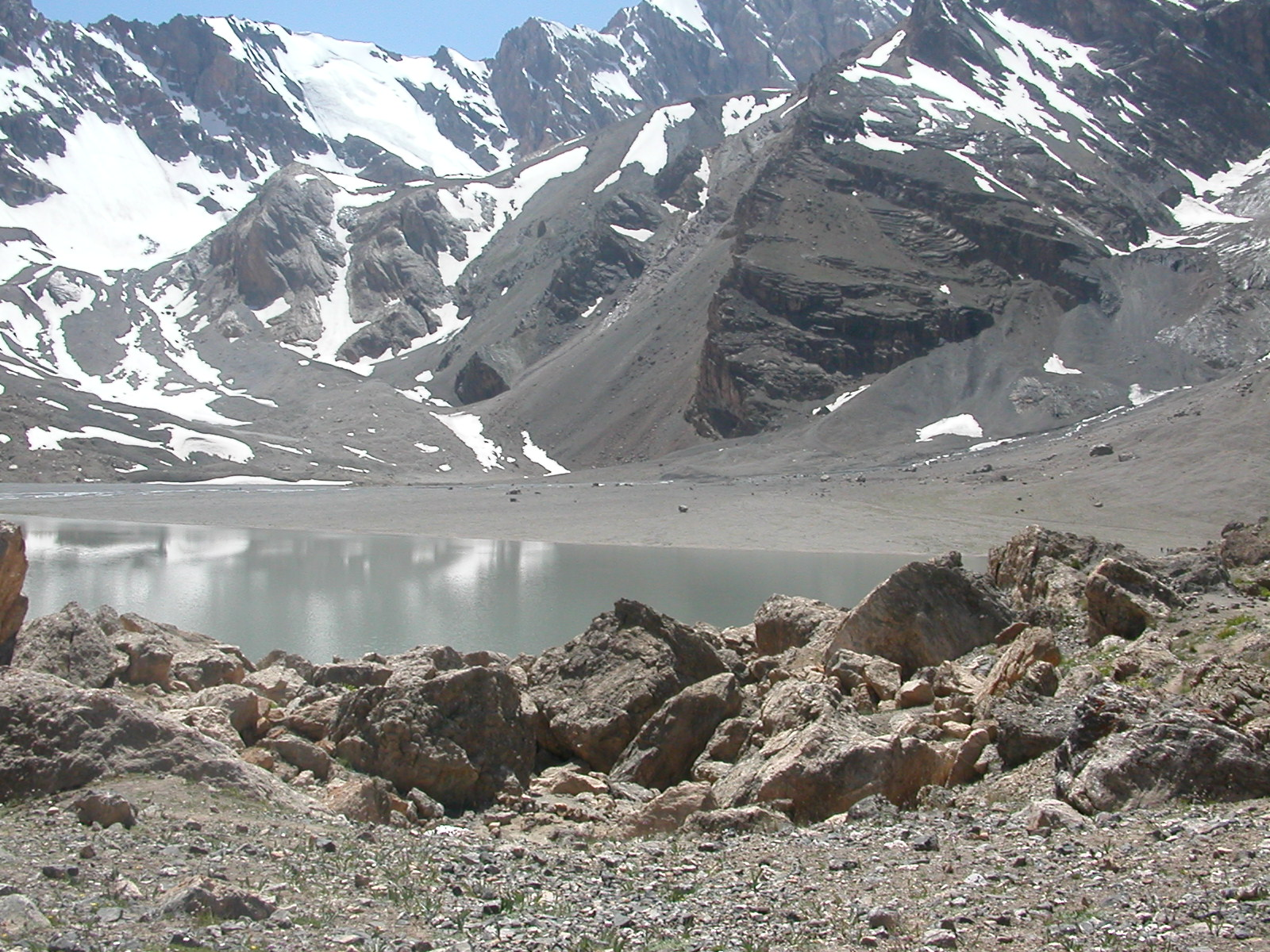
Мутные озёра
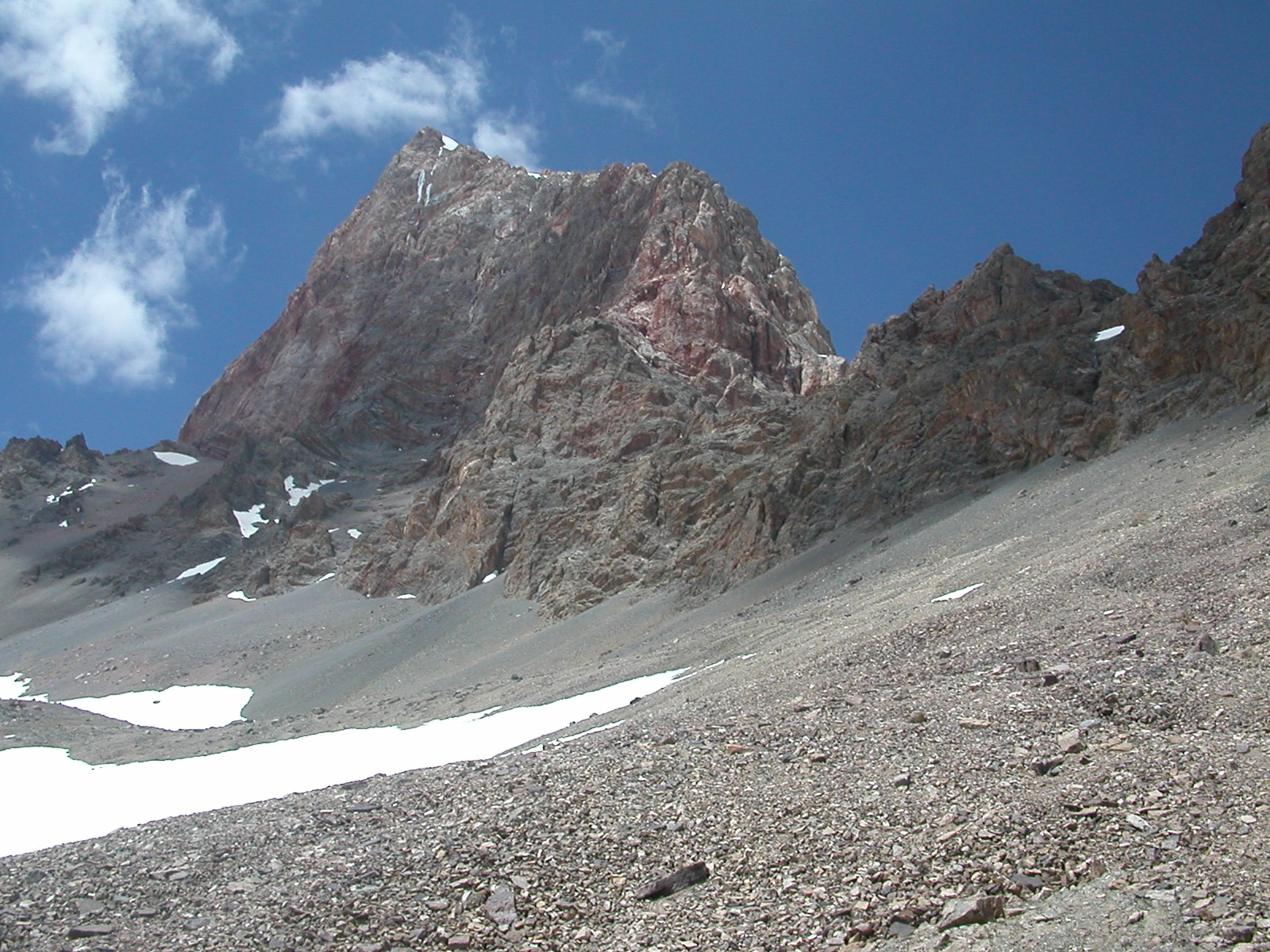
Пик Чимтарга

## Туризм в Фанских горах
Разработаны в СССР и действуют сейчас всесоюзные туристские маршруты:
- № 429 — «По Гиссарскому хребту» (Самарканд — озеро Гушор — озеро Искандеркуль — Душанбе) (обратный маршруту № 435)
- № 435 — «По Гиссарскому хребту» (Душанбе — озеро Искандеркуль — озеро Гушор — Самарканд) (обратный маршруту № 429)

После похода в Фанские горы поэт и бард Юрий Визбор в 1976 году сочинил одноимённую песню:
„Я сердце оставил в Фанских горах,
Теперь бессердечный хожу по равнинам.
И в тихих беседах, и в шумных пирах

Я молча мечтаю о синих вершинах...“